# Conaing mac Flainn
Conaing mac Flainn (mort en 849) fut roi roi de Brega  issu du sept Uí Chonaing de Cnogba (Knowth) du Síl nÁedo Sláine une lignée des Uí Néill du sud. Il est le fils de Flann mac Congalaig (mort en 812), un roi précédent. et règne de 839 à 849.

## Contexte
Le sept des Uí Chonaing a conquis le domaine des  Ciannachta au sud de la basse Boyne dans l'actuel comté de Meath et fut logiquement dénommé ensuite rois des Ciannachta pendant cette période. En 841 Conaing trouve un rival dans sa propre famiile en la;personne de Áed, fils de Dúnchad, qui est tué par ses partisans en sa présence. Losr de sa mort dans les annales il est dénommé rex Bregh -c'est-à-dire roi de Brega- un titre qui n'avait plus été utilisé par les annalistes depuis 771. Ses fils Cináed mac Conaing (mort en 851) et Flann mac Conaing (mort en 868) seront également roi de Brega.